# Divisiones Regionales de la Región de Murcia 2017-18
Las divisiones regionales de fútbol son las categorías de competición futbolística de más bajo nivel en España, en las que participan deportistas amateur, no profesionales. En la Región de Murcia su administración corre a cargo de las Real Federación de Fútbol de la Región de Murcia. Inmediatamente por encima de estas categorías estaba la Tercera División española.
En la temporada 2017-2018 las divisiones regionales se dividen en Preferente Autonómica, Primera Autonómica y Segunda Autonómica. Los dos primeros clasificados de Preferente Autonómica y el vencedor de la eliminatoria de ascenso ascendieron al grupo XIII de Tercera División, aunque hubo un ascenso más por compensación de plazas.

## Preferente Autonómica
La temporada 2017/18 de la Preferente Autonómica de la Región de Murcia comenzó el 2 de septiembre de 2017 y terminó el 13 de mayo de 2018.

### Clasificación
|  |     | Equipos de fútbol    | PJ | G  | E  | P  | GF | GC | Dif | Pts |
|  | --- | -------------------- | -- | -- | -- | -- | -- | -- | --- | --- |
|  | 1.  | CAP Ciudad de Murcia | 34 | 22 | 7  | 5  | 63 | 29 | +34 | 73  |
|  | 2.  | Olímpico de Totana   | 34 | 20 | 8  | 6  | 52 | 31 | +21 | 68  |
|  | 3.  | CD Algar             | 34 | 19 | 7  | 8  | 57 | 35 | +22 | 64  |
|  | 4.  | Mazarrón FC          | 34 | 18 | 6  | 10 | 70 | 45 | +25 | 60  |
|  | 5.  | Nuestro Abarán CF    | 34 | 17 | 8  | 9  | 62 | 39 | +23 | 59  |
|  | 6.  | CD Plus Ultra        | 34 | 16 | 10 | 8  | 44 | 30 | +14 | 58  |
|  | 7.  | EF Alhama            | 34 | 16 | 6  | 12 | 60 | 42 | +18 | 54  |
|  | 8.  | CD El Esparragal     | 34 | 13 | 9  | 12 | 52 | 46 | +6  | 48  |
|  | 9.  | CF Molina Juniors    | 34 | 13 | 6  | 15 | 44 | 50 | -6  | 45  |
|  | 10. | CD Bullense          | 34 | 12 | 8  | 14 | 44 | 50 | -6  | 44  |
|  | 11. | Balsicas Atlético    | 34 | 11 | 7  | 16 | 51 | 57 | -6  | 40  |
|  | 12. | CD Juvenia           | 34 | 9  | 12 | 13 | 35 | 40 | -5  | 39  |
|  | 13. | Cartagena FC-UCAM    | 34 | 9  | 8  | 17 | 37 | 61 | -24 | 35  |
|  | 14. | Jumilla CD           | 34 | 9  | 8  | 17 | 42 | 67 | -25 | 35  |
|  | 15. | Racing Murcia City   | 34 | 8  | 8  | 18 | 46 | 59 | -13 | 32  |
|  | 16. | AD Alquerías         | 34 | 7  | 11 | 16 | 45 | 72 | -27 | 32  |
|  | 17. | UD Abanilla          | 34 | 8  | 6  | 20 | 49 | 74 | -25 | 30  |
|  | 18. | Alcantarilla FC      | 34 | 7  | 9  | 18 | 41 | 67 | -26 | 30  |

Pts = Puntos; PJ = Partidos Jugados; G = Partidos Ganados; E = Partidos Empatados; P = Partidos Perdidos; GF = Goles Anotados; GC = Goles Recibidos
|  | Ascenso a Tercera División                                 |
|  | Clasificado para los playoff de ascenso a Tercera División |
|  | Desciende a Primera Autonómica                             |

### Play-Off de ascenso

#### Semifinales

##### CD Plus Ultra - CD Algar
| 20 de mayo de 2018, 11:00 | CD Plus Ultra | 1:1     | CD Algar   | Campo municipal, Llano de Brujas (Murcia) |                                    |
|                           | Porti 57'     | Reporte | Guille 89' | Árbitro(s): Domingo Sánchez García        | Árbitro(s): Domingo Sánchez García |

| 27 de mayo de 2018, 19:00 | CD Algar                 | 2:0     | CD Plus Ultra | Estadio Sánchez Luengo, El Algar (Cartagena) |                                         |
|                           | Guille 70' · Vicente 93' | Reporte |               | Árbitro(s): Juan Antonio Marín Valverde      | Árbitro(s): Juan Antonio Marín Valverde |

##### Nuestro Abarán CF - Mazarrón FC
| 20 de mayo de 2018, 19:00 | Nuestro Abarán CF | 1:0     | Mazarrón FC | Estadio Las Colonias, Abarán  |                               |
|                           | Pablo 11'         | Reporte |             | Árbitro(s): David Gil Gallego | Árbitro(s): David Gil Gallego |

| 27 de mayo de 2018, 18:30 | Mazarrón FC                  | 2:0     | Nuestro Abarán CF | Estadio municipal de Mazarrón, Mazarrón |                                    |
|                           | Pablo 21' · Jorge Brocal 67' | Reporte |                   | Árbitro(s): Adrián Jiménez Sánchez      | Árbitro(s): Adrián Jiménez Sánchez |

#### Final

##### Mazarrón FC - CD Algar
| 3 de junio de 2018, 19:00 | Mazarrón FC                          | 2:1     | CD Algar            | Estadio municipal de Mazarrón, Mazarrón |                                         |
|                           | Adrián Campoy 37' · Raúl Torrano 82' | Reporte | Miguel Castejón 66' | Árbitro(s): Luis Miguel Rodríguez López | Árbitro(s): Luis Miguel Rodríguez López |

| 10 de junio de 2018, 19:00 | CD Algar   | 1:1     | Mazarrón FC | Estadio Sánchez Luengo, El Algar (Cartagena) |                                  |
|                            | Guille 86' | Reporte | Blasito 94' | Árbitro(s): Álvaro Olmos Abellán             | Árbitro(s): Álvaro Olmos Abellán |

| Asciende a Tercera División Mazarrón FC |

## Primera Autonómica
La temporada 2017/18 de la Primera Autonómica de la Región de Murcia comenzó el 2 de septiembre de 2017 y terminó el 13 de mayo de 2018.

### Clasificación
|  |     | Equipos de fútbol         | PJ | G  | E | P  | GF | GC | Dif | Pts |
|  | --- | ------------------------- | -- | -- | - | -- | -- | -- | --- | --- |
|  | 1.  | CD Beniel                 | 34 | 26 | 5 | 3  | 86 | 29 | +57 | 83  |
|  | 2.  | Mar Menor FC "B"          | 34 | 25 | 4 | 5  | 93 | 39 | +54 | 79  |
|  | 3.  | CD Villa de Fortuna       | 34 | 24 | 6 | 4  | 92 | 36 | +56 | 78  |
|  | 4.  | Montecasillas FC          | 34 | 20 | 4 | 10 | 62 | 41 | +21 | 64  |
|  | 5.  | EF El Raal                | 34 | 19 | 5 | 10 | 57 | 39 | +18 | 62  |
|  | 6.  | Atlético Cabezo de Torres | 34 | 18 | 4 | 12 | 68 | 44 | +24 | 58  |
|  | 7.  | EMF Fuente Álamo          | 34 | 18 | 2 | 14 | 67 | 51 | +16 | 56  |
|  | 8.  | Archena Sport FC          | 34 | 17 | 4 | 13 | 59 | 48 | +11 | 55  |
|  | 9.  | UD Caravaca               | 34 | 13 | 7 | 14 | 47 | 52 | -5  | 46  |
|  | 10. | CF Molina Olimpic         | 34 | 12 | 4 | 18 | 61 | 67 | -6  | 40  |
|  | 11. | FC Jumilla "B"            | 34 | 11 | 6 | 17 | 53 | 59 | -6  | 39  |
|  | 12. | CD Alberca                | 34 | 10 | 6 | 18 | 35 | 61 | -26 | 36  |
|  | 13. | CD Lumbreras              | 34 | 10 | 5 | 19 | 33 | 56 | -23 | 35  |
|  | 14. | ED Javalí Viejo-La Ñora   | 34 | 10 | 3 | 21 | 67 | 95 | -28 | 33  |
|  | 15. | Águilas FC "B"            | 34 | 9  | 6 | 19 | 39 | 71 | -32 | 33  |
|  | 16. | AD Caravaca               | 34 | 8  | 4 | 22 | 37 | 87 | -50 | 28  |
|  | 17. | AD Barrio Peral           | 34 | 7  | 5 | 22 | 44 | 69 | -25 | 26  |
|  | 18. | AD Cuna del Belén         | 34 | 8  | 2 | 24 | 41 | 97 | -56 | 26  |

Pts = Puntos; PJ = Partidos Jugados; G = Partidos Ganados; E = Partidos Empatados; P = Partidos Perdidos; GF = Goles Anotados; GC = Goles Recibidos
|  | Asciende a Preferente Autonómica                               |
|  | Clasificado para el Playoff de ascenso a Preferente Autonómica |
|  | Desciende a Segunda Autonómica                                 |

### Play-Off de ascenso

#### Semifinales

##### Atlético Cabezo de Torres - CD Villa de Fortuna
| 19 de mayo de 2018, 19:00 | Atlético Cabezo de Torres  | 2:4     | CD Villa de Fortuna                               | Municipal Cabezo de Torres, Cabezo de Torres (Murcia) |                                    |
|                           | José Marín 65' · Jesús 84' | Reporte | Jed 12' · Jed 19' · Luis Galindo 54' · Juanjo 61' | Árbitro(s): Alejandro Ruiz Guevara                    | Árbitro(s): Alejandro Ruiz Guevara |

| 27 de mayo de 2018, 19:00 | CD Villa de Fortuna                     | 3:0     | Atlético Cabezo de Torres | Estadio El Saladar, Fortuna        |                                    |
|                           | Lozano 28' · Jed 38' · Luis Galindo 77' | Reporte |                           | Árbitro(s): José Martínez Martínez | Árbitro(s): José Martínez Martínez |

##### EF El Raal - Montecasillas FC
| 20 de mayo de 2018, 18:30 | EF El Raal | 0:1     | Montecasillas FC | Polideportivo municipal, El Raal (Murcia) |                                      |
|                           |            | Reporte | Fernando 37'     | Árbitro(s): Rubén Manzanares Montiel      | Árbitro(s): Rubén Manzanares Montiel |

| 27 de mayo de 2018, 18:30 | Montecasillas FC  | 1:5     | EF El Raal                                                                        | Polideportivo Santiago El Mayor, Murcia |                                   |
|                           | Luis Vivancos 44' | Reporte | Campillo 15' · David Jimeno 34' · David Jimeno 59' · Juan Antonio 87' · Simón 89' | Árbitro(s): Marcelo Ibáñez Juárez       | Árbitro(s): Marcelo Ibáñez Juárez |

#### Final

##### EF El Raal - CD Villa de Fortuna
| 3 de junio de 2018, 19:00 | EF El Raal                | 1:1     | CD Villa de Fortuna | Polideportivo municipal, El Raal (Murcia) |                                 |
|                           | José Antonio Vivancos 23' | Reporte | Antonio Lozano 78'  | Árbitro(s): Pablo Sabater Pérez           | Árbitro(s): Pablo Sabater Pérez |

| 10 de junio de 2018, 19:00 | CD Villa de Fortuna      | 2:1     | EF El Raal    | Estadio El Saladar, Fortuna       |                                   |
|                            | Ramírez 48' · Belda 119' | Reporte | Alejandro 42' | Árbitro(s): Samuel Gallego Cárcel | Árbitro(s): Samuel Gallego Cárcel |

| Asciende a Preferente Autonómica CD Villa de Fortuna |

## Segunda Autonómica
La temporada 2017/18 de la Segunda Autonómica de la Región de Murcia comenzó el 9 de septiembre de 2017 y terminó el 17 de junio de 2018.

### Clasificación
|  |     | Equipos de fútbol                | PJ | G  | E | P  | GF  | GC  | Dif | Pts |
|  | --- | -------------------------------- | -- | -- | - | -- | --- | --- | --- | --- |
|  | 1.  | Yeclano Deportivo "B"            | 36 | 25 | 3 | 8  | 83  | 32  | +51 | 78  |
|  | 2.  | Club Cehegín Deportivo           | 36 | 24 | 3 | 9  | 96  | 51  | +45 | 75  |
|  | 3.  | Ciudad de Calasparra CF          | 36 | 22 | 8 | 6  | 76  | 50  | +26 | 74  |
|  | 4.  | EF Esperanza                     | 36 | 22 | 6 | 8  | 94  | 65  | +29 | 72  |
|  | 5.  | Atlético Pinatarense             | 36 | 21 | 7 | 8  | 73  | 46  | +27 | 70  |
|  | 6.  | EF Molina                        | 36 | 21 | 2 | 13 | 100 | 66  | +34 | 65  |
|  | 7.  | EF Totana                        | 36 | 20 | 5 | 11 | 101 | 52  | +49 | 65  |
|  | 8.  | Polideportivo Atlético Sangonera | 36 | 16 | 7 | 13 | 78  | 59  | +19 | 55  |
|  | 9.  | EFB Puente Tocinos               | 36 | 16 | 6 | 14 | 72  | 71  | +1  | 54  |
|  | 10. | Santiago de la Ribera FC         | 36 | 15 | 8 | 13 | 60  | 62  | -2  | 53  |
|  | 11. | Ceutí FC                         | 36 | 15 | 7 | 14 | 57  | 47  | +10 | 52  |
|  | 12. | CD Atlético Barqueros            | 36 | 12 | 5 | 19 | 54  | 77  | -23 | 41  |
|  | 13. | EF Corvera                       | 36 | 11 | 5 | 20 | 52  | 89  | -37 | 38  |
|  | 14. | CF Santomera                     | 36 | 11 | 4 | 21 | 66  | 86  | -20 | 37  |
|  | 15. | Roldán CD                        | 36 | 9  | 9 | 18 | 54  | 85  | -31 | 36  |
|  | 16. | FC Carmelitano Torreño           | 36 | 8  | 7 | 21 | 56  | 104 | -48 | 31  |
|  | 17. | CD Minerva                       | 36 | 7  | 5 | 24 | 42  | 80  | -38 | 26  |
|  | 18. | CD Hoya del Campo                | 36 | 6  | 7 | 23 | 53  | 83  | -30 | 25  |
|  | 19. | Atlético Cabezo de Torres "B"    | 36 | 6  | 6 | 24 | 48  | 110 | -62 | 24  |

Pts = Puntos; PJ = Partidos Jugados; G = Partidos Ganados; E = Partidos Empatados; P = Partidos Perdidos; GF = Goles Anotados; GC = Goles Recibidos
|  | Asciende a Primera Autonómica                                |
|  | Retirado de la competición durante el transcurso de la misma |